# Кромари
Кромари (фр. Cromary) насеље је и општина у источној Француској у региону Франш-Конте, у департману Горња Саона која припада префектури Везул.
По подацима из 2011. године у општини је живело 239 становника, а густина насељености је износила 44,59 становника/km². Општина се простире на површини од 5,36 km². Налази се на средњој надморској висини од 236 метара (максималној 282 m, а минималној 215 m).

## Демографија
| 1962. | 1968. | 1975. | 1982. | 1990. | 1999. | 2011. |
| ----- | ----- | ----- | ----- | ----- | ----- | ----- |
| 131   | 152   | 177   | 166   | 171   | 164   | 239   |

График промене броја становника у току последњих година